# Beniamino Bufano
Beniamino Benvenuto Bufano (San Fele, 14 ottobre 1898 – San Francisco, 16 agosto 1970) è stato uno scultore italiano naturalizzato statunitense.
È conosciuto soprattutto per le sue opere in granito. La maggior parte di esse ha come soggetto animali.
Nato a San Fele, emigrò con la sua famiglia negli Stati Uniti d'America all'età di tre anni. Passò la sua gioventù nella città di New York, fu educato da tutori privati e studiò alla Art Student League dal 1913 al 1915.
La sua prima scultura a San Francisco fu per la 1915 Panama-Pacific International Exposition, a fianco di Dirk Van Erp.
Viaggiò moltissimo prima di ritornare e fermarsi definitivamente nella San Francisco Bay Area. Insegnò al San Francisco Institute of Art ma fu sollevato dall'incarico poiché considerato troppo moderno; insegnò inoltre al UC Berkeley, al Oakland's California College of Arts and Crafts.
Tra le sue maggiori opere la statua del leader cinese Sun Yat-sen esposta nell'area di Chinatown e la scultura alta 28 metri Peace nella zona costiera Timber Grove, nei pressi di Jenner, California.
Esempi delle sue opere dalle loro dimensioni colossali si trovano nella zona di San Francisco Bay Area, o nel Maryland, dove nel campus della Johns Hopkins University di Baltimora c'è il Bufano Sculpture Garden.